# Nhị Long
Nhị Long là một xã thuộc tỉnh Vĩnh Long, Việt Nam.

## Địa lý
Xã Nhị Long có vị trí địa lý:
- Phía đông giáp xã Thành Thới, ranh giới là sông Cổ Chiên.
- Phía tây giáp xã Trung Ngãi và Càng Long.
- Phía nam giáp phường Long Đức và xã Bình Phú.
- Phía bắc giáp xã Quới Thiện, ranh giới là sông Cổ Chiên.

Xã Nhị Long có diện tích 57,95 km², dân số năm 2025 là 34.633 người, mật độ dân số đạt 5 người/km².

## Hành chính
Xã Nhị Long được chia thành 8 ấp: Cầu Đúc, Dừa Đỏ 1, Đon, Long An, Rạch Đập, Rạch Mát, Rạch Rô 1, Rạch Rô 2.

## Lịch sử
Sau năm 1975, Nhị Long là một xã thuộc huyện Càng Long.
Ngày 10 tháng 12 năm 2003, Chính phủ Việt Nam ban hành Nghị định số 157/2003/NĐ-CP về việc thành lập xã Nhị Long Phú trên cơ sở 1.193,13 ha diện tích tự nhiên và 7.560 nhân khẩu của xã Nhị Long.
Sau khi điều chỉnh địa giới hành chính thành lập xã Nhị Long Phú, xã Nhị Long còn lại 1.320,59 ha diện tích tự nhiên và 7.673 nhân khẩu.
Ngày 15 tháng 10 năm 2019, Hội đồng Nhân dân tỉnh Trà Vinh ban hành Nghị quyết 157/NQ-HĐND về việc:
- Sáp nhập ấp Long Thuận vào ấp Long An
- Sáp nhập ấp Rạch Rô 3 vào ấp Rạch Rô 2
- Sáp nhập ấp Rạch Mới vào ấp Rạch Mát.

Ngày 16 tháng 6 năm 2025, Ủy ban Thường vụ Quốc hội ban hành Nghị quyết số 1687/NQ-UBTVQH15 về việc sắp xếp các đơn vị hành chính cấp xã của tỉnh Vĩnh Long năm 2025. Theo đó, sắp xếp toàn bộ diện tích tự nhiên, quy mô dân số của các xã Đại Phước, Nhị Long và Đức Mỹ thành xã mới có tên gọi là xã Nhị Long.
Sau khi sáp nhập, xã Nhị Long có 57,95 km² diện tích tự nhiên và dân số 34.633 người.